# Diglyphosa
Diglyphosa – rodzaj roślin z rodziny storczykowatych (Orchidaceae). Obejmuje 3 gatunki występujące w Azji Południowo-Wschodniej w takich krajach i regionach jak: Borneo, Chiny, wschodnie Himalaje, Jawa, Malezja Zachodnia, Moluki, Nowa Gwinea, Filipiny, Celebes, Sumatra.

## Systematyka
Rodzaj sklasyfikowany do plemienia Collabieae, podrodzina epidendronowe (Epidendroideae), rodzina storczykowate (Orchidaceae), rząd szparagowce (Asparagales) w obrębie roślin jednoliściennych.
Wykaz gatunków
- Diglyphosa celebica (Schltr.) Schltr.
- Diglyphosa elmeri Ames
- Diglyphosa latifolia Blume